# Торпедування свердловин
Торпедування свердловин (англ. borehole shooting, torpedoing of boreholes; нім. Bohrlochsprengen, Bohrlochtorpedieren, Torpedierung von Bohrungen) — вибухові роботи (підривання заряду вибухової речовини), що проводяться в свердловинах за допомогою торпед з метою ліквідації аварій (напр., прихвату бурильних і обсадних труб), інтенсифікації припливу нафти і газу до свердловин шляхом збільшення тріщинуватості гірських порід, руйнування і відкидання від вибою свердловин металевих предметів, які не вдається витягнути, руйнування щільних піщаних пробок, чистки фільтрів, утворення каверн при забурюванні нового стовбура свердловини і інш.

## З історії метода
у 1865 р. відставний американський полковник Е. Робертс отримав патент на «вибухову торпеду» (метод «торпедування» навколовибійної зони свердловини), який передбачав підривання на дні свердловини нітрогліцеринового заряду ВР для утворення тріщин-колекторів і більш швидкого надходження нафти. Практичне застосування винайденого способу перебільшило всілякі очікування, торпедовані свердловини без перебільшення отримували «друге життя», крім того, після вибуху значно жвавішали притоки нафти і в сусідніх свердловинах. Пояснюється це не тільки ефектом утворення тріщин навколо ініційованої свердловини, але й наслідками трясіння гірського масиву, внаслідок чого рідина (нафта) насичена газом виділяє газ із розчину, чим збільшує навколишній тиск і видобуток зростає. Тобто струс масиву переводить газ з розчиненого в газоподібний стан і робить його активним агентом тиску.
Цікаво, що полковник Робертс установив тверду таксу за користування патентом, яку знала й поважала вся нафтова Америка: з кожної свердловини $100–200 і роялті в розмірі 1/15 майбутнього видобутку. Проте його технічне рішення було настільки популярним, що знайшлися охочі скористатися патентом безкоштовно. Робертс найняв детективів агенції Пінкертона й витратив понад $250 тис. на судові справи, організувавши найбільший в історії США судовий захист винахідницького патенту. Успішний захист! У 1922—1927 рр. в районі Борислава вперше в Галичині було виконано 57 спроб торпедування з яких 23 були успішними. Метод торпедування Робертса припинив своє застосування 5 травня 1990 р. з причини вичерпання запасів знятого з виробництва вибухового нітрогліцерину (іншими ВР здійснюється дотепер).
Подальшим розвитком ідеї «торпедування» став гідравлічний розрив пласта («фрекінг»), який передбачає створення тріщин високої провідності в цільовому пласті для забезпечення припливу видобувного флюїду (нафти, газу, конденсату).

## Торпедування на газових промислах
Застосовують з метою збільшення припливу газу з продуктивного пласта, що експлуатується свердловиною з відкритим вибоєм. При цьому заряджену вибуховою речовиною (ВР) торпеду опускають у свердловину на задану глибину і підривають. В наслідок вибуху у породі утворюються тріщини, які розходяться в радіальному напрямку від свердловини, збільшуючи поверхню привибійної зони та полегшуючи умови припливу газу до свердловини.
При торпедуванні газових свердловин як ВР застосовуються нітрогліцерин і динаміт.
Кількість вибухової речовини в основному залежить від діаметра свердловини, яка піддається торпедуванню, потужності та міцності зони продуктивного пласта, ступеню ущільнення та потенційних можливостей ВР.
Щоб запобігти, у процесі вибуху торпеди, рух вибухової хвилі вгору стовбуром свердловини і зосередити потенціал вибуху в наміченому інтервалі, над торпедою створюють стовп рідини (нафти, води або глинистого розчину).
Торпеди зазвичай виготовляють діаметром на 20 — 25 мм менше діаметра експлуатаційної колони свердловини.
Перед спуском торпеди свердловину необхідно добре промити і одночасно прошаблонувати до глибини її спуску. Торпеду спускають у свердловину на трижильному каротажному кабелі вантажопідйомністю щонайменше 1 т, причому швидкість спуску не повинна перевищувати 2 м/с. Глибину спуску торпеди у свердловину визначають за допомогою лічильника, розташованого біля гирла свердловини, та за мітками, які встановлюють на кабелі через кожні 40 або 50 м.
Основним недоліком торпедування є те, що після вибуху торпеди доводиться очищати вибій від уламків порід. Для більшого розширення порових каналів і тріщин у продуктивному пласті, складеному карбонатними породами, після торпедування необхідно провести солянокислотну обробку.
При проведенні торпедування і солянокислотної обробки дебіт газу збільшується набагато більше, ніж при проведенні лише одного з цих видів обробки.